# Subdistrictul Kafr Zita
Subdistrictul Kafr Zita (în arabă ناحية كفر زيتا) este un nahiyah (subdistrict) sirian situat în districtul Mahardah din guvernoratul Hama. Potrivit Biroului Central de Statistică din Siria (CBS), subdistrictul Kafr Zita avea o populație de 39.302 la recensământul din 2004.